# Ohemaa Mercy
Pour les articles homonymes, voir Twum.
Mercy Twum-Ampofo, nom de scène Ohemaa Mercy est une chanteuse de gospel ghanéenne.

## Biographie
Ohemaa Mercy nait à Weija, Accra, le 7 septembre 1977. Elle est mariée à Isaac Twum-Ampofo.
Elle sort son premier album, en 2004, Adamfo Papa et accède à la célébrité : elle est nommée à 7 reprises aux Ghana Music Awards de 2006, mais ne gagne aucun des prix. Toutefois, la même année, aux Gospel Music Awards, elle remporte le prix de la découverte de l'année.

## Source de la traduction
- (en) Cet article est partiellement ou en totalité issu de l’article de Wikipédia en anglais intitulé « Ohemaa Mercy » (voir la liste des auteurs).